# Most Parkowy
Most Parkowy (Niedere Ohlebrücke) – most położony we Wrocławiu, w rejonie osiedla Wilczy Kąt, stanowiący przeprawę nad jednym z ramion bocznych rzeki Oława, tj. nad Górną Oławą. Most położony jest w ciągu drogi stanowiącej łącznik pomiędzy ulicą Krakowską, a terenem obejmującym bezimienną wyspę objętą ramionami rzeki, na której położony jest Park Wschodni (prawy brzeg ramienia rzeki). Obecnie, po rozbiórce innej przeprawy: Kładki Parkowej, most ten jest jedyną przeprawą zapewniającą komunikację dla tego obszaru. Przed mostem, na lewym brzegu rzeki, urządzono parking dla samochodów.
W obszarze, w którym obecnie zlokalizowany jest Most Parkowy, znajdował się niegdyś Młyn Guzikowy (Knopfmühle, odnotowany w 1795 r.), który był młynem wodnym, napędzanym wodami przepływającymi w korycie rzeki (wzmiankowany w 1288 r.). Stanowił on także stopień wodny (piętrzący), którego zadaniem było utrzymanie odpowiedniego stanu wody dla pobliskich terenów wodonośnych Wrocławia. Przy młynie również istniała w tym rejonie przeprawa – most wybudowany jako konstrukcja oparta na technologii drewnianej. Podczas regulacji rzeki Oława i budowy założenia parkowego, wybudowano tu jednoprzęsłowy, sklepiony most ceglany. Uległ on zniszczeniu w 1945 roku. Most odbudowano w 1951 roku w żelbetowej technologii monolitycznej, również jako most jednoprzęsłowy, ramowy, o długości 6,7 m.